# Віселка (Західнопоморське воєводство)
Віселка (пол. Wisełka) — село в Польщі, у гміні Волін Каменського повіту Західнопоморського воєводства.
Населення — 483 особи (2011).
У 1975-1998 роках село належало до Щецинського воєводства.

## Демографія
Демографічна структура станом на 31 березня 2011 року:
|          | Загалом | Допрацездатний вік | Працездатний вік | Постпрацездатний вік |
| -------- | ------- | ------------------ | ---------------- | -------------------- |
| Чоловіки | 239     | 42                 | 175              | 22                   |
| Жінки    | 244     | 42                 | 146              | 56                   |
| Разом    | 483     | 84                 | 321              | 78                   |